# Isoperla nana
Isoperla nana är en bäcksländeart som först beskrevs av Walsh 1862.  Isoperla nana ingår i släktet Isoperla och familjen rovbäcksländor. Inga underarter finns listade i Catalogue of Life.